# Peter Zobec
Peter Anton Zobec, slovenski filmski delavec, pomočnik režije, scenarist, organizator in režiser masovnih prizorov, * 24. december 1932, Ljubljana, † 2012, Ljubljana
Sodeloval je pri mnogih slovenskih in jugoslovanskih filmih ter pri neštetih koprodukcijah. Pri okoli dvajsetih filmih je deloval kot pomočnik režiserja, v nekaj produkcijah pa se je pojavil tudi kot nastopajoči. Leta 2007 je dobil Badjurovo nagrado za življenjsko delo.

## Smrt
V sredo, 2. maja 2012, so ga poklicni gasilci našli mrtvega, potem ko so vdrli v njegovo stanovanje na Peričevi ulici v Ljubljani. Umrl je brez dedičev. Njegovo premično premoženje je prešlo v last Republike Slovenije. Pokopan je na Žalah.